# ビーライン (企業)
株式会社ビーラインは、東京都港区南青山に本社を置くシステムインテグレーター（独立系）である。主に法人向けの業務、ウェブシステムの開発を行っている。コーポレートスローガンは「データから未来をクリエイトする」。

## 概要
創業者の松本孝一が大手SIerを経て当時の自宅マンションで起業したのが始まりである。 主に業務系・Web系システムの開発やデータ分析ツールの構築（DWH構築・BIツール導入支援等）を得意とするが、近年はクラウドを活用したデータソリューションの提供やECサイトのシステム修正・改善、また自社でもECサイトの運営に参入している。

## 事業内容[3]

### SI事業
主に法人向けの基幹業務システム等の開発を行う創立以来続けている事業である。現在はandroid向けのwebアプリケーションやUI等の開発も行っている。2012年より一括請負の受託も開始した。

### DHW・BI事業
SI事業の一環として2007年よりデータウェアハウスシステムやBI・ETLツールの構築及び導入支援等を行う事業を展開している。Oracle DatabaseやData Spiderをはじめとした多くの製品を提供している。

### インフラ事業
サーバー構築やエンベデッドシステムの開発を行なっている。SQL Serverをはじめとした多くの製品を提供している。

### EC事業
直営ECサイト『KIRACAM』の運営をしている。店舗・ECサイト向けの業務システムの開発をする企業との取次やGoogle Cloud Platformの導入支援やトレーニングを行う企業の紹介や取次を行う。自社ではEC-CubeやMakeShop等の導入によるECサイトの開業・拡張支援を行っている。

## 沿革[4]
- 1999年02月 - 東京都練馬区に有限会社ビーラインを設立。
- 2005年02月 - 本社を東京都港区南青山へ移転。
- 2006年10月 - 株式会社ビーラインに商号変更。
- 2009年05月 - 資本金を700万円に増資。
- 2010年01月 - 営業本部を設置。第二創業期戦略を開始。
- 2010年02月 - 特定労働者派遣事業届出（特13−312365）。
- 2010年04月 - テクニカル事業部を設置。インフラ業務、通信制御及び組込業務の取り組みを開始。
- 2010年05月 - ITサービス事業開始。代理店業務、トータルソリューション提案の取り組みを開始。
- 2010年06月 - 資本金を1000万円に増資。
- 2010年06月 - KDDIウェブコミュニケーションズと販売代理店パートナー締結。
- 2010年07月 - 株式会社アンビシャスと販売パートナー契約を締結。株式会社アクティブ情報サービスが提供する顧客管理システム「ＷＥＢカスタマン」の取扱いを開始。
- 2011年01月 - 資本金を1,200万円に増資。
- 2011年04月 - 神奈川県横浜市西区に横浜オフィスを開設。
- 2012年10月 - 東京都港区南青山に青山オフィスを開設。
- 2013年04月 - 初の新卒採用（3名）入社。以降毎年新卒採用を継続。
- 2013年05月 - 横浜オフィス拡張。法務戦略本部を設置。
- 2013年09月 - 本社移転（旧青山オフィスに本社統合）。総務戦略本部を設置。
- 2013年10月 - 第三創業期戦略を開始。
- 2014年12月 - DWH事業特化を狙い関係会社として「株式会社フラッグス」を設立。※資本関係はない。
- 2015年3月 - GMOメイクショップ株式会社と「MakeShop」認定代理店契約締結。
- 2015年05月 - EC事業に進出。ECショップ「SyunSyunVillage（しゅんしゅんびれっじ）」をオープン（～2017年3月）。
- 2015年09月 - 株式会社オープンストリームと「BizBrowser」販売代理店契約締結。また、同時に開発パートナー契約を締結。
- 2018年09月 - 特定労働者派遣事業廃止。
- 2018年10月 - クラウドエース株式会社とGoogle Cloud Platform（GCP） ソリューションパートナー契約を締結。
- 2019年05月 - ITサービスの組合せによるシステム構築を基本コンセプトとしたECサイト「KIRACAM（きらきゃん)」をオープン。

## 事業所[5]
- 本社オフィス

システム事業部/総務戦略本部 〒107-0062 東京都港区南青山2-4-15 天翔南青山ビル5F
- 横浜オフィス

営業本部/法務戦略本部 〒220-0073 神奈川県横浜市西区岡野1-9-6 横浜岡野町ビル5F